# Annas eviga
Annas eviga är ett samhällsprogram i Sveriges television som hade premiär i oktober 2008 och har sänts i flera omgångar till och med 2010. Anna Lindman Barsk var programledare, och bjöd in gäster, "som annars inte skulle dela lunchbord", för att diskutera livsfrågor.